# Mathias Gidsel
Mathias Gidsel (Skjern, 8. veljače 1999.) danski je rukometaš i reprezentativac koji igra kao desni vanjski, mada može igrati i na desnom krilu. Gidsel je profesionalac od 2017. godine, kada je igrao za danski GOG Håndbold. Godine 2022. prelazi u njemački Füchse Berlin.
Za reprezentaciju Danske debitirao je 7. studenog 2020. godine u utakmici protiv Finske, a već je 2021. godine igrao na Svjetskom prvenstvu u Egiptu, gdje je bio jedan od najboljih danskih igrača i strijelaca; Gidsel je na turniru izabran i za najboljeg desnog vanjskog na turniru.    
S reprezentacijom je osvojio zlato na Olimpijskim igrama u Parizu 2024. i srebro na Olimpijskim igrama u Tokiju 2020. (održane 2021.) i tri zlata na Svjetskim prvenstvima 2021., 2023. i 20253. te srebro na Europskom prvenstvu 2024. i broncu na Europskom prvenstvu 2022. godine. Proglašen je najkorisnijim igračem (MVP) Olimpijskih igara 2020. i Svjetskog prvenstva 2023.